# Midodrine
La midodrine (par exemple Amatine, ProAmatine, Gutron) est un médicament vasopresseur, antihypotensif. Elle se présente sous forme de poudre cristalline blanche, inodore, soluble dans l'eau, peu soluble dans le méthanol. 

## Mécanisme d'action
Le chlorhydrate de midodrine forme un métabolite actif, la desglymidodrine, qui est un agoniste des récepteurs alpha 1, et exerce son action via l'activation des récepteurs alpha-adrénergiques des vaisseaux sanguins, produisant une augmentation du tonus vasculaire et une élévation de la pression artérielle. La desglymidodrine ne stimule pas les récepteurs bêta-adrénergiques cardiaques. Elle diffuse peu à travers la barrière hémato-encéphalique et a donc peu d'effets associés sur le système nerveux central. 

## Métabolisme
Après administration orale, le chlorhydrate de midodrine est rapidement absorbé. Le pic plasmatique de la prodrogue est atteint après environ une demi-heure et il a une demi-vie d'environ 25 minutes, tandis que le métabolite atteint ses concentrations sanguines maximales environ 1 à 2 heures après l'ingestion et a une demi-vie d'environ 3 à 4 heures, imposant des prises répétées. La biodisponibilité absolue de la midodrine (mesurée en desglymidodrine) est de 93 %.

## Indications
Le chlorhydrate de midodrine est indiqué pour le traitement de l'hypotension orthostatique symptomatique, ainsi que de l'éjaculation rétrograde sous forme injectable. Il a été suggéré aussi comme traitement du syndrome de fatigue chronique.

## Contre-indications
Le chlorhydrate de midodrine est contre-indiqué chez les patients présentant une maladie cardiaque sévère organique, une affection rénale aiguë, une rétention urinaire, un phéochromocytome ou une hyperthyroïdie. Il ne doit pas être utilisé chez les patients présentant une hypertension artérielle persistante en décubitus dorsal et excessive. 

## Effets secondaires
Ce sont :
- maux de tête, sensation de pression / plénitude dans la tête ;
- vasodilatation / rougeur visage ;
- confusion, nervosité et anxiété ;
- troubles de la pensée ;
- bouche sèche ;
- éruption cutanée.

## Stéréochimie
La midodrine contient un stéréocentre et se compose donc de deux énantiomères. C'est un racémique, c'est-à-dire un mélange 1:1 des formes ( R ) et ( S ) :
| Énantiomères de midodrine | Énantiomères de midodrine |
| ------------------------- | ------------------------- |
| numéro CAS : 133163-25-4  | numéro CAS : 133267-39-7  |